# Freie Vogtländer Deutschlands
Die Gesellenbruderschaft der Freien Vogtländer Deutschlands (kurz F.V.D.) ist ein Zusammenschluss von Bauhandwerkern. In dieser Vereinigung gehen seit 1910 Handwerksgesellen auf Wanderschaft.
Ausgelernte Handwerksgesellen, die Interesse haben, auf Wanderschaft zu gehen, können sich ihr anschließen. Bei den Freien Vogtländern reisten früher ausschließlich folgende Berufe: Zimmerer, Dachdecker, Maurer, Betonbauer, Bautischler und Steinhauer/Steinmetz.
Es sind aber auch alle anderen traditionellen Handwerksberufe willkommen, sich den Freien Vogtländern anzuschließen.
Zum Jahreswechsel 2022/2023 waren bei den freien Vogtländern folgende Gewerke aktiv auf Wanderschaft:
Bootsbauer, Dachdecker, Hufschmied, Maurer, Orgelbauer, Schlosser, Spengler, Stuckateur, Tischler, Trockenbauer, Zimmerer.
Die reisenden Gesellen sollen sich während ihrer Reisezeit mit den Bräuchen, Lebensgewohnheiten und Arbeitspraktiken anderer Völker und Menschen vertraut machen. Dadurch gewinnt jeder reisende Geselle einen Einblick in verschiedene soziale Milieus in verschiedenen Ländern und somit einen Überblick über den Aufbau der Gesellschaft. Damit wird nach wie vor ein großes Ziel der Wanderschaft eingelöst, nämlich der Erwerb von zusätzlichen fachlichen, sprachlichen sowie sozialen Kenntnissen, Fähigkeiten und Fertigkeiten und bietet damit die Möglichkeit zum beruflichen Aufstieg.

## Erkennungszeichen
Als Ehrbarkeit tragen Freie Vogtländer eine goldene Anstecknadel mit den Buchstaben FVD sichtbar im eingeschlagenen Hemdkragen auf der Brust. Weitere Erkennungsmerkmale sind die sogenannten „Spinnerknöpfe“ am Revers des Jackets und sechs an den Hosenschlägen befestigte Perlmuttknöpfe.

## Mitgliedschaft

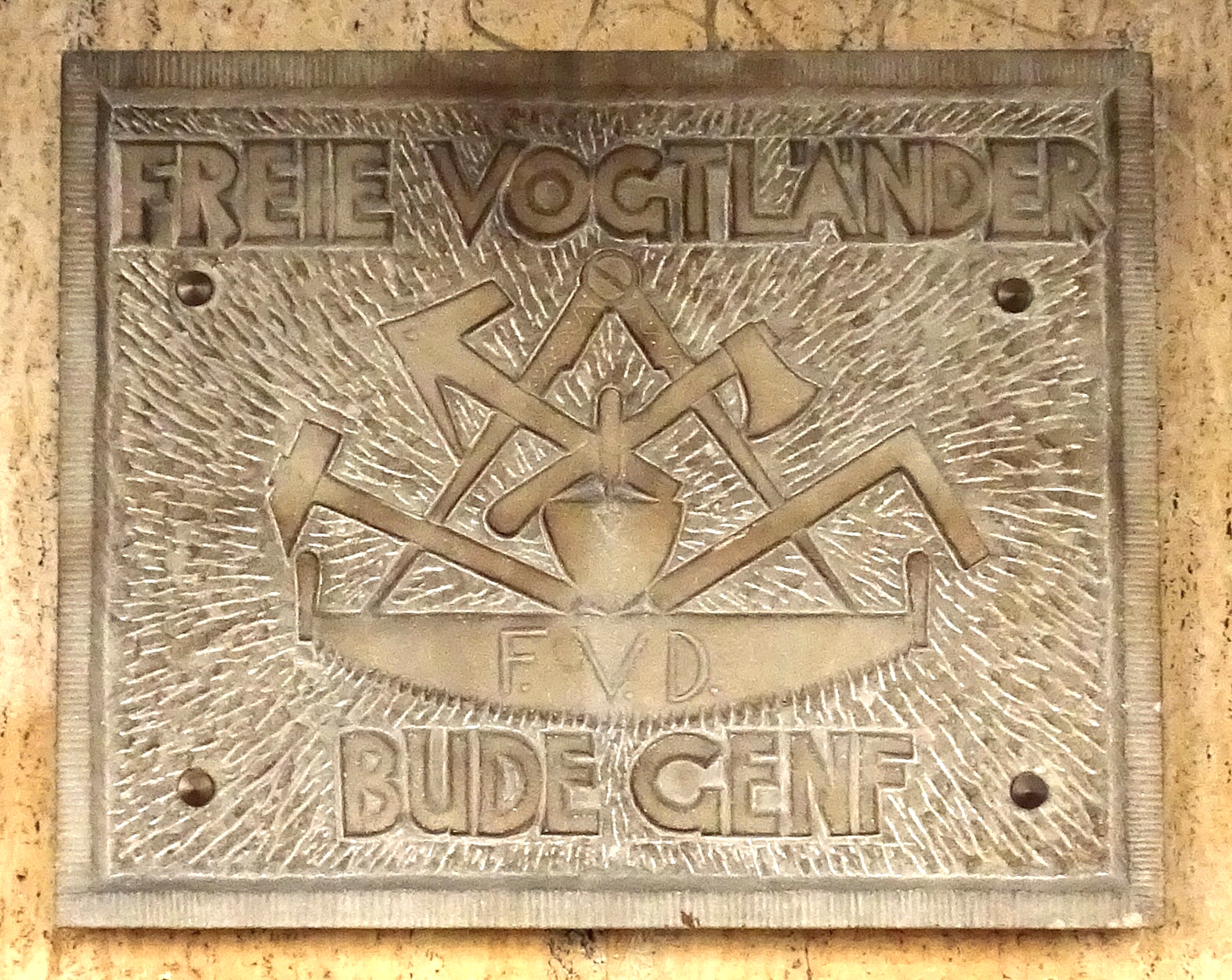
Plaque in Genf, 2021

Der Schacht nimmt nur freie, ungebundene, unverschuldete, unverheiratete, kinderlose, nicht vorbestrafte, und möglichst unter 30 Jahre alte männliche Gesellen mit gültigem Gesellenbrief auf. Eine weitere Auflage ist das Beherrschen der deutschen Sprache, die Nationalität hingegen spielt keine Rolle. Die Mitgliedschaft in einer Gewerkschaft (IG Bauen-Agrar-Umwelt) ist Pflicht. Beim Eintritt in die Gesellenvereinigung gibt das neue Mitglied sein Ehrenwort und gelobt, während der Reisezeit nach den Statuten des Schachtes zu leben. Bei kleineren Vergehen gegen die Statuten können Geldstrafen verhängt bei großen Vergehen der Ausschluss aus der Bruderschaft beschlossen werden. Wird nicht gegen die Statuten verstoßen, gilt die Mitgliedschaft im Schacht der Freien Vogtländer Deutschlands ein Leben lang.

## Reisezeit
Die Reisezeit eines freien Vogtländers beträgt mindestens zwei Jahre und einen Tag. Während dieser Zeit auf Wanderschaft ist es dem reisenden Gesellen untersagt, sich seinem Heimatort näher als 50 km zu nähern. Ebenfalls ist es dem Gesellen verboten, an politischen Krawallen und Demonstrationen (außer Demonstrationen und Maifeiern des DGB) teilzunehmen, sowie der Konsum illegaler Drogen.
Der im Schacht der Freien Vogtländer reisende Geselle soll mindestens drei Viertel seiner Wanderzeit in Arbeit verbringen. Schwarzarbeit ist nicht erlaubt, da er sein Wissen und Können in einem Meisterbetrieb vervollständigen soll. Während ihrer Reisezeit ist den Mitgliedern der Besitz von Mobiltelefonen nicht gestattet, die Nutzung des Internets gilt als verpönt.

## Sonstiges
Die Gesellenbruderschaft besitzt in Hannover ein eigenes Zunfthaus, welches auch eine ihrer Herbergen (Bude) ist. Dort werden Fort- und Weiterbildungsmaßnahmen für Reisende, Einheimische und alle am Handwerk Interessierten angeboten. Dort, sowie bei anderen Herbergen, Buden und allen wieder sesshaft gewordenen Freien Vogtländern besteht die Möglichkeit, sich über die Wanderschaft zu informieren.
Seit 1980 ist der Schacht Mitglied der C.C.E.G. (Confederation Compagnonnages Européens), der europäischen Dachorganisation der Gesellenvereinigungen.